# 7 Dates of Blashyrkh Tour
7 Dates of Blashyrkh Tour fue una gira mundial realizada por la banda noruega de black metal, Immortal, con motivo de su reunión.

## Historia
Immortal se había separado en agosto de 2003 tras 13 años de historia; sin embargo en 2006 se hizo oficial que el vocalista/guitarrista Abbath y el batería Horgh estaban ensayando los viejos temas y que tenían en mente realizar una serie de conciertos a modo de reunión.
El puesto de bajista fue ocupado por Apollyon (Ole Jørgen Moe) de la banda Aura Noir.
Tras el éxito de la gira, Abbath anunció que la banda comenzaría la grabación de un nuevo álbum de estudio (All Shall Fall, publicado en 2009) y que Apollyon era ya un miembro oficial y no sólo un músico de sesión. Después del último concierto de la gira, Immortal formó parte de tres festivales noruegos: Hole in the Sky (Bergen), Motstøy (Nottoden) y Studentersamfundet (Trondheim).

## Fechas del Tour
| Fecha               | Ciudad      | País           | Lugar                  | Público | Notas             |  |
| ------------------- | ----------- | -------------- | ---------------------- | ------- | ----------------- |  |
| Fecha               | Ciudad      | País           | Lugar                  | Público | Notas             |  |
| Europa              |             |                |                        |         |                   |  |
| 6 de abril de 2007  | Oslo        | Noruega        | Inferno Metal Festival |         | Cabezas de cartel |  |
| 23 de junio de 2007 | Clisson     | Francia        | Hellfest               |         |                   |  |
| 29 de junio de 2007 | Helsinki    | Finlandia      | Tuska Open Air         |         | Cabezas de cartel |  |
| 21 de julio de 2007 | Tolmin      | Eslovenia      | Metalcamp              |         |                   |  |
| 4 de agosto de 2007 | Wacken      | Alemania       | Wacken Open Air        | 72,000  |                   |  |
| América             |             |                |                        |         |                   |  |
| 13 de julio de 2007 | Nueva York  | Estados Unidos | BB King´s Blues Club   |         | Cabezas de cartel |  |
| 15 de julio de 2007 | Los Ángeles | Estados Unidos | The Avalon             |         | Cabezas de cartel |  |

## Lista de canciones
| Wacken Open Air 1. "The Sun No Longer Rises" 2. "Withstand The Fall Of Time" 3. "Sons Of Northern Darkness" 4. "Tyrants" 5. "One by One" 6. "Wrath From Above" 7. "Unholy Forces Of Evil" 8. "Unsilent Storms In The North Abyss" 9. "At The Heart Of Winter" 10. "Battles In The North" 11. "Blashyrkh (Mighty Ravendark)" | BB King´s Blues Club 1. "The Sun No Longer Rises" 2. "Withstand the Fall of Time" 3. "Solarfall" 4. "Sons of Northern Darkness" 5. "Tyrants" 6. "One by One" 7. "Wrath from Above" 8. "Mountains of Might" 9. "Unholy Forces of Evil" 10. "Unsilent Storms in the North Abyss" 11. "At the Heart of Winter" 12. "Battles in the North" 13. "Blashyrkh (Mighty Ravendark)" |

## Participantes
- Abbath - guitarrista y vocalista
- Horgh - batería
- Apollyon - bajista de sesión
- Demonaz - mánager del grupo, compositor y letrista